# Andrej Kolassau
Andrej Apanassawitsch Kolassau (belarussisch Андрэй Апанасавіч Коласаў, russisch Андрей Афанасьевич Колосов/Andrei Afanassjewitsch Kolossow; * 8. Juni 1989 in Nawapolazk, Weißrussische SSR) ist ein belarussischer Eishockeyspieler, der seit 2009 beim HK Homel in der belarussischen Extraliga unter Vertrag steht.

## Karriere
Andrej Kolassau begann seine Karriere als Eishockeyspieler in seiner Heimatstadt in der Nachwuchsabteilung von Chimik-SKA Nawapolazk. Von dort wechselte der Center zum HK Homel, für dessen Profimannschaft er zunächst von 2006 bis 2008 in der Extraliga aktiv war. Parallel spielte er von 2004 bis 2008 für die zweite Mannschaft des HK Homel in der zweitklassigen Wysschaja Liga. Die Saison 2008/09 verbrachte er zunächst bei Schinnik Babrujsk, ehe er kurz vor Ende der Spielzeit innerhalb der Extraliga zum HK Homel zurückkehrte, mit dem er 2012 den belarussischen Pokalwettbewerb gewann.

### International
Für Belarus nahm Kolassau im Juniorenbereich an der U18-Junioren-Weltmeisterschaft 2006, der U18-Junioren-Weltmeisterschaft der Division I 2007 sowie den U20-Junioren-Weltmeisterschaften der Division I 2008 und 2009 teil. Im Seniorenbereich stand er erstmals bei der Weltmeisterschaft 2012 im Aufgebot seines Landes.

## Erfolge und Auszeichnungen
- 2007 Aufstieg in die Top-Division bei der U18-Junioren-Weltmeisterschaft der Division I
- 2012 Belarussischer Pokalsieger mit dem HK Homel